# Tomasz Kajetan Węgierski

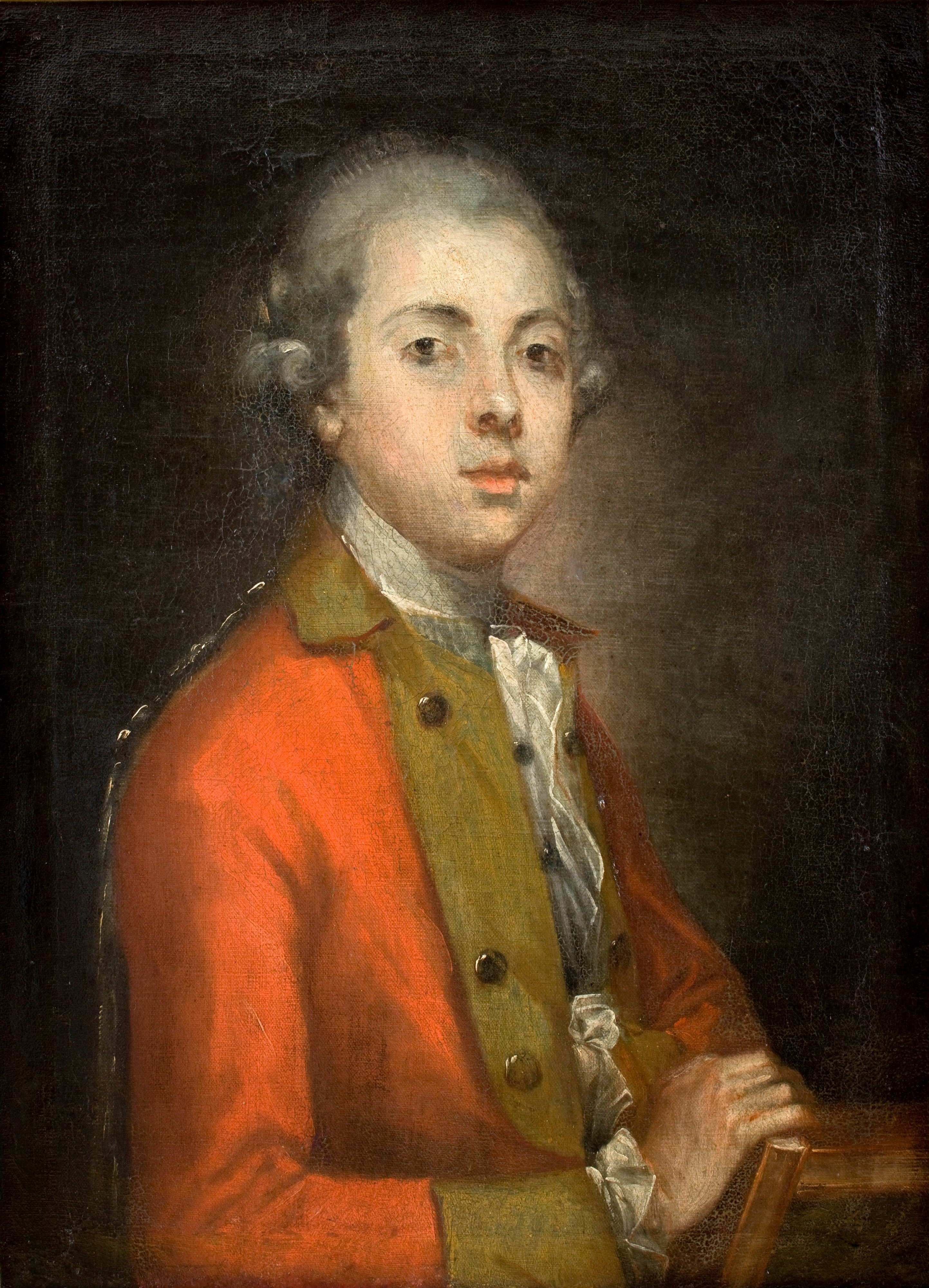
Gemälde von Augustyn Mirys, ca. 1772, Nationalmuseum in Krakau

Tomasz Kajetan Węgierski (* 1755 in Grabowiec bei Bielsk Podlaski, Polen-Litauen; † 1787 in Marseille, Frankreich) war ein polnischer Schriftsteller der Aufklärung, Übersetzer, Wissenschaftler, Reisender und Satiriker. Seine Familie gehörte zur Wappengemeinschaft Wieniawa. Er war Freimaurer.

## Leben
Węgierski war Sohn des Starost von Korytnica Tomasz Węgierski, dessen Familie ursprünglich aus Kalisch stammte. Ab 1764 besuchte er das Collegium Nobilium der Piaristen in Warschau. Dort lernte er die Lyrik von Adam Naruszewicz kennen. Danach ging er an den Hof von Izabella Poniatowska, der Schwester des polnisch-litauischen Königs Stanislaus II. August Poniatowski, nach Białystok. 1774 kehrte er nach Warschau zurück und übernahm 1775 ein Amt im Justizministerium des Ständigen Rats. Er erhielt den Titel eines Königlichen Kammerherrn und wurde regelmäßig zu den Donnerstagmittagessen am Hof von Stanislaus II. August Poniatowski eingeladen, wo er seine Lyrik vortrug. Seine Werke veröffentlichte er in der Literaturzeitschrift Angenehme und Nützliche Spiele. Er machte hierbei die Bekanntschaft von Stanisław Trembecki, Kazimierz Ustrzycki und Piotr Dufour, mit denen er sich befreundete. Er hatte Kontakte zu den Magnaten Potocki. Seine Karriere am Königshof endete jedoch abrupt, als er 1776 die Satire Portraits der fünf Elisabethen veröffentlichte, in denen er die einflussreichen Hofdamen Izabella Poniatowska, Izabela Czartoryska, Izabela Lubomirska, Elżbieta Potocka und Elżbieta Sapieżyna aufs Korn nahm. Das Werk wurde öffentlich von dem Scharfrichter auf dem Warschauer Marktplatz verbrannt, Węgierski verlor alle seine Ämter und wurde kurzzeitig eingekerkert. Nach der Haft ging er zunächst an den Hof von Aleksandra Ogińska in Siedlce und dann an den Hof von Kajetan Potocki in Radzyń Podlaski, wo seine Stücke aufgeführt wurden. 1777 trat er der Freimaurerloge Parfait Silence bei. 1779 machte er mit Kajetan Potocki eine Grand Tour durch das Heilige Römische Reich Deutscher Nation und Italien. 1783 reiste er nach Martinique und weiter in die Vereinigten Staaten von Amerika, wo er die Bekanntschaft von Tadeusz Kościuszko und George Washington machte. 1784 ging er nach Großbritannien. In dieser Zeit stellte er sich mit Stanislaus II. August Poniatowski gut, um seine Rückkehr nach Polen zu ermöglichen. Er starb jedoch vor der geplanten Rückkehr in Marseille.
Węgierski war ein bissiger Satiriker, der auch die Mächtigen, einschließlich des Königs, nicht schonte. Er war überzeugter Atheist und Anhänger des Libertinismus und des Epikureismus. Er kritisierte den Sarmatismus in Polen-Litauen und mahnte Reformen im Geist der Aufklärung an. Er machte keinen Hehl aus seinem Antiklerikalismus. Er war ein Anhänger Voltaires und übersetzte diesen sowie Montesquieu, Rousseau und Marmontel ins Polnische.